# Pueblonuevo del Guadiana
Pueblonuevo de Guadiana este un oraș din Spania, situat în provincia Badajoz din comunitatea autonomă Extremadura. Are o populație de 1.972 de locuitori.
1. ↑  Imagen y memoria. Fondos del archivo fotográfico del Instituto Nacional de Colonización 1939-1973[*] Verificați valoarea |titlelink= (ajutor)
2. ↑  Nomenclátor Geográfico de Municipios y Entidades de Población (20240402 edition)